# Banasa euchlora
Banasa euchlora är en insektsart som beskrevs av Carl Stål 1872. Banasa euchlora ingår i släktet Banasa och familjen bärfisar. Inga underarter finns listade i Catalogue of Life.